# Otomotiv Sanayii Dernegi
Турецька асоціація виробників автомобілів (тур. Otomotiv Sanayii Dernegi, англ. Automotive Manufacturers Association) є турецькою торговельною асоціацією, яка представляє турецьку автомобільну промисловість.
Вона була створена як "Асоціація виробників наземних транспортних засобів, вантажних автомобілів, пікапів, автобусів та автомобілів" із одинадцяти членів 14 червня 1974 р. Асоціація змінила назву на теперішню 7 листопада 1979 року.

## Автовиробники
- Isuzu Turkey (Anadolu Isuzu Otomotiv Sanayi ve Ticaret A.Ş.)
- Ford Otosan (Ford Otomotiv Sanayi A.Ş.)
- Hattat (Hattat Tarım Makinaları Sanayi ve Ticaret A.Ş.)
- Honda Turkey (Honda Türkiye A.Ş.)
- Hyundai Turkey (Hyundai Assan Otomotiv Sanayi ve Ticaret A.Ş.)
- Karsan (Karsan Otomtiv Sanayi ve Ticaret A.Ş.)
- MAN Turkey (MAN Türkiye A.Ş.)
- Mercedes-Benz Turkey (Mercedes-Benz Türkiye A.Ş.)
- Otokar (Otokar Otomotiv ve Savunma Sanayi A.Ş.)
- Oyak-Renault (Oyak Renault Otomobil Fabrikalari A.Ş.)
- TEMSA (TEMSA Global Sanayi ve Ticaret A.Ş.)
- Tofaş (Tofaş Türk Otomobil Fabrikasi A.Ş.)
- Toyota Turkey (Toyota Otomotiv Sanayi Türkiye A.Ş.)
- Türk Traktör (Türk Traktör ve Ziraat Makinalari A.Ş.)

## Зовнішні посилання
- Automotive Manufacturers Association [Архівовано 26 листопада 2020 у Wayback Machine.]